# Syntomus pallipes
Syntomus pallipes es una especie de escarabajo de la familia Carabidae.

## Distribución geográfica
Se distribuye por el paleártico.